# Lincos

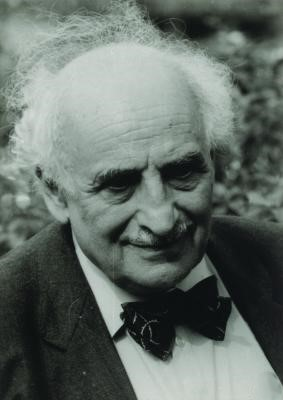
Hans Freudenthal, creador de lincos.

Lincos (acrónimo de la expresión latina lingua cosmica) es una lengua construida diseñada para ser comprensible por cualquier forma de vida extraterrestre inteligente, para su uso en transmisiones de radio interestelar. Fue descrita por primera vez en 1960 por el matemático neerlandés nacido en Alemania Hans Freudenthal (1905-1990), en su libro Lincos: Diseño de un lenguaje para el contacto cósmico, Parte 1 (Lincos: Design of a Language for Cosmic Intercourse, Part 1). Freudenthal consideró que tal lenguaje debería ser fácilmente entendido por seres que no estén familiarizados con ninguna sintaxis o lenguaje terrestre y que con Lincos se podría encapsular «la mayor parte de nuestro conocimiento». En su libro, Freudenthal detalla un plan para comunicar matemáticas, física y algunas reglas de comportamiento social.
En 1999 y 2003 se han enviado con radiotelescopio sendos mensajes hacia las estrellas cercanas basados en Lincos.

## Diccionario y conceptos
El «diccionario» de Lincos está destinado a ser transmitido primero, antes que cualquier otro mensaje. Describe los números naturales mediante una serie de pulsos repetidos, separados por pausas. Luego muestra conceptos como «mayor que» (>), «menor que» (<), «igual» (=), «más» (+) o «menos» (-), con ejemplos  como ..... > ... (5 es mayor que 3), en el que tendría que haber más pausa antes y después de > para mostrar a un alienígena que se está introduciendo un nuevo símbolo. De lo contrario, el extraterrestre puede pensar que el patrón completo es un nuevo símbolo de significado desconocido. Una vez introducido el concepto igual (=), muestra notación binaria para los números . = 1, .. = 10 y así sucesivamente. Continúa con la multiplicación, la división, las variables y las constantes, luego la lógica proposicional, la teoría de conjuntos y la lógica de primer orden. Intenta también introducir preguntas dejando las expresiones matemáticas sin resolver: ? xx + 101 = 11
La siguiente sección del diccionario Lincos introduce una palabra para el segundo, Sec, reproduciendo pulsos de varias longitudes, seguidos por Sec y el número de segundos, «se espera que el receptor advierta que los números son proporcionales a su duración», mostrando que Sec es una unidad de tiempo y su duración exacta. A continuación, presenta medios para medir duraciones, referirse a momentos en el tiempo y hablar sobre eventos pasados y futuros.
La tercera sección, tal vez la más compleja, intenta transmitir los conceptos y el lenguaje necesarios para describir el comportamiento y la conversación entre individuos. Utiliza ejemplos para presentar actores hablando entre ellos, haciendo preguntas, desaprobando, citando a otras personas, conociendo y deseando cosas, prometiendo y jugando. Dado que hasta ahora se habían presentado conjuntos de números y preguntas, el paso siguiente es introducir algunos símbolos nuevos (mediante patrones distintivos de pulsos), que ya no son números, y transmitir secuencias que muestran dos de estos nuevos símbolos separados por la palabra Inq, y seguido de una pregunta sobre una ecuación, luego los símbolos invertidos, seguidos de la respuesta. Se espera que después de muchos ejemplos similares, el destinatario decida que estos nuevos símbolos son entidades que preguntan y responden.
Finalmente, la cuarta sección describe los conceptos y el lenguaje relacionados con la masa, el espacio y el movimiento. Esta última sección llega a describir las características físicas de los seres humanos y de nuestro sistema solar.
Freudenthal planificó un segundo libro, que nunca publicó, en el que habría agregado cuatro secciones al diccionario: "materia", "Tierra", "vida" y la ampliación de "comportamiento". 
Otros investigadores han desarrollado el lenguaje por sí solos, un ejemplo es CosmicOS, basado en Lincos y en la novela Contacto de Carl Sagan. Otra es una segunda generación de Lingua Cosmica, desarrollada por el astrónomo y matemático sueco-neerlandés Alexander Ollongren de la Universidad de Leiden, utilizando una lógica constructiva.
El libro de Freudenthal describe Lincos con muchos términos procedentes de la teoría lingüística y la lógica, generalmente sin definirlos, aunque los capítulos principales pueden entenderse sin estos términos técnicos.

## Uso
En 1999 los astrofísicos canadienses Yvan Dutil y Stéphane Dumas, del Canadian Defense Research Establishment, codificaron un mensaje basado en Lincos y lo transmitieron hacia estrellas cercanas por medio del radiotelescopio Yevpatoria RT-70 en Ucrania. Dutil y Dumas habían desarrollado previamente un sistema de codificación resistente a los ruidos para mensajes destinados a comunicarse con civilizaciones extraterrestres. El experimento se repitió (usando otras estrellas cercanas como objetivo) en 2003. El mensaje era una serie de páginas que describían algunas matemáticas básicas, física y astronomía.

## Ejemplos
Un ejemplo de Lincos de la sección tercera del libro de Freudenthal, que muestra a un individuo haciendo preguntas a otro:
| Texto Lincos       | Significado                                     |
| ------------------ | ----------------------------------------------- |
| Ha Inq Hb ?x 2x=5  | Ha le dice a Hb: ¿Cuál es la x tal que 2x = 5?  |
| Hb Inq Ha 5/2      | Hb le dice a Ha: 5/2                            |
| Ha Inq Hb Ben      | Ha le dice a Hb: Bien                           |
| Ha Inq Hb ?x 4x=10 | Ha le dice a Hb: ¿Cuál es la x tal que 4x = 10? |
| Hb Inq Ha 10/4     | Hb le dice a Ha: 10/4                           |
| Ha Inq Hb Mal      | Ha le dice a Hb: Mal                            |
| Hb Inq Ha 1/4      | Hb le dice a Ha: 1/4                            |
| Ha Inq Hb Mal      | Ha le dice a Hb: Mal                            |
| Hb Inq Ha 5/2      | Hb le dice a Ha: 5/2                            |
| Ha Inq Hb Ben      | Ha le dice a Hb: Bien                           |

Nótese la diferencia entre «bien» y «mal» en comparación con «verdadero» y «falso»; 10/4 es una respuesta verdadera a la pregunta, por lo que Ver ("verdadero") sería una respuesta válida, pero como no se redujo a los términos más bajos, no era lo que Ha quería, por lo que respondió Mal. El libro enseña por separado Ver y Fal para verdadero y falso.
Otro ejemplo, mostrando una metaconversación:
| Texto Lincos                 | Significado                                            |
| ---------------------------- | ------------------------------------------------------ |
| Ha Inq Hb ?x 4x=10           | Ha le dice a Hb: ¿Cuál es la x tal que 4x = 10?        |
| Hb Inq Hc ?y Inq Hb ?x 4x=10 | Hb le dice a Hc: ¿Quién me pidió la x tal que 4x = 10? |
| Hc Inq Hb Ha                 | Hc le dice a Hb: Ha                                    |